# Kanton Lanvollon
Der Kanton Lanvollon war bis 2015 ein französischer Wahlkreis im Arrondissement Saint-Brieuc, im Département Côtes-d’Armor und in der Region Bretagne; sein Hauptort war Lanvollon.

## Gemeinden
| Gemeinde            | Bretonisch         | Einwohner (2022) | Fläche (km²) | Code postal | Code Insee |
| ------------------- | ------------------ | ---------------- | ------------ | ----------- | ---------- |
| Le Faouët           | Ar Faoued          | 410              | 7.55         | 22290       | 22057      |
| Gommenec’h          | Gouanac'h          | 552              | 11.83        | 22290       | 22063      |
| Lannebert           | Lannebeur          | 431              | 6.99         | 22290       | 22112      |
| Lanvollon           | Lanollon           | 1.907            | 5.01         | 22290       | 22121      |
| Le Merzer           | Ar Merzher         | 974              | 12.63        | 22200       | 22150      |
| Pléguien            | Plian              | 1.440            | 15.48        | 22290       | 22177      |
| Pommerit-le-Vicomte | Pañvrid-ar-Beskont | 1.842            | 33.03        | 22200       | 22248      |
| Tréguidel           | Tregedel           | 630              | 6.56         | 22290       | 22361      |
| Tréméven            | Tremeven           | 355              | 5.12         | 22290       | 22370      |
| Tressignaux         | Tresigne           | 682              | 7.29         | 22290       | 22375      |
| Trévérec            | Trevereg           | 224              | 4.33         | 22290       | 22378      |
| Kanton              | Lanollon           | 8.953            | 115.82       | -           | 2220       |

## Bevölkerungsentwicklung
| 1962 | 1968 | 1975 | 1982 | 1990 | 1999 | 2006 | 2012 |
| ---- | ---- | ---- | ---- | ---- | ---- | ---- | ---- |
| 7732 | 7135 | 6896 | 7106 | 7168 | 7553 | 8219 | 8953 |